# 羽根翠
羽根 翠（はね みどり、旧姓：高橋、1980年3月10日 - ）は、日本の元女子バレーボール選手。

## 来歴
福島県伊達市（旧霊山町）出身。両親の影響で小学4年生でバレーを始め、高校は古川商業高校（現・古川学園高校）に進学する。高校時代、ドリーム・ガールズと呼ばれたチームで、1学年先輩だった菅山かおるや、同級生の大沼綾子、高橋めぐみらと共に1996年の第27回春高バレーの優勝に貢献。3年生では主将を務めた。
卒業後は日本体育大学に進学しユニバーシアードに出場。2002年、V1リーグのトヨタ車体に入社。2005年度から2006年度まで主将を務める。2006年、第8回V1リーグ初優勝、入れ替え戦で茂原アルカスを下し、Vプレミアリーグ初昇格に貢献した。
2006年全日本代表初選出。同年世界選手権では控えのセッターとしてチームを支え出場し活躍した。
2009年6月現役引退したが、チームに故障者が相次いだため同年12月に現役復帰した。
2011年6月に再度現役引退し、同年よりトヨタ車体クインシーズのマネージャーとして活動した。2016年に退団。

## 所属チーム
- 小国小
- 霊山中
- 古川商業高等学校（現・古川学園高等学校）
- 日本体育大学
- トヨタ車体クインシーズ（2002-2011年）

## 球歴・受賞歴
- 全日本代表 - 1998年、2006年
- 全日本代表としての主な国際大会出場歴
  - ワールドグランプリ - 2006年
  - 世界選手権 - 2006年

- 受賞歴
  - 2006年 - 第8回V1リーグ 最優秀選手賞、スパイク賞